# Fred Barnard
Frederick Barnard, né le 16 mai 1846 et mort le 28 septembre 1896, est un illustrateur, caricaturiste et peintre de genre anglais victorien. Il est connu pour son travail sur les romans de Charles Dickens publiés entre 1871 et 1879 par Chapman et Hall

## Biographie

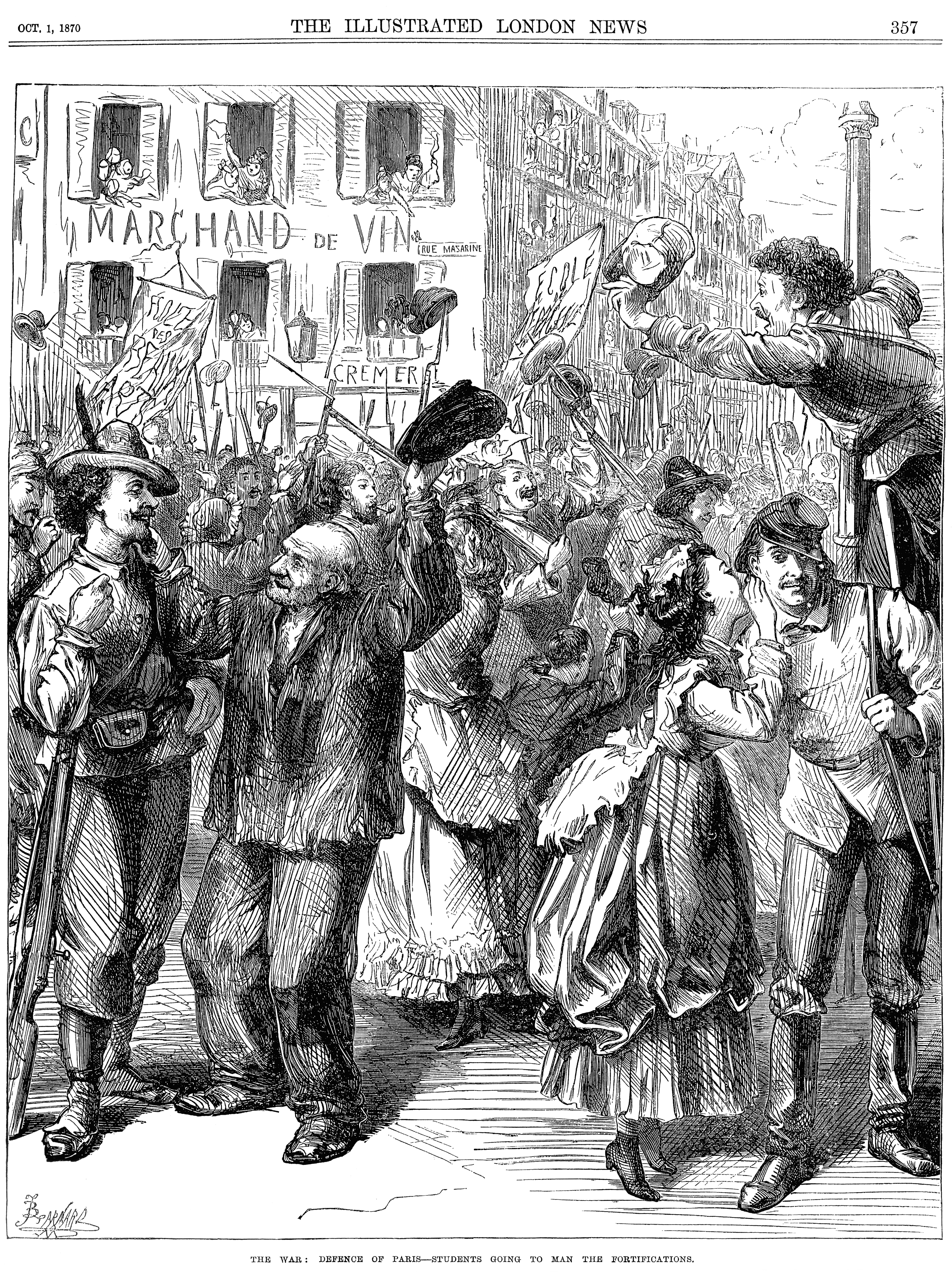
L'une des illustrations de Barnard de la guerre franco-prussienne pour The Illustrated London News

Frederick Barnard est le fils d'un orfèvre. Il étudie l'art sous Léon Bonnat à Paris, et travaille à Londres et à Cullercoats sur la côte de Northumberland. Son travail a été exposé à la Royal Academy of Art. Il travaille également comme illustrateur pour Punch, The Illustrated London News et Harper's Weekly.
En 1870, il épouse Alice Faraday, une nièce de Michael Faraday. Dans les années 1880, Barnard et sa femme rejoignent une colonie d'artistes à Broadway dans les Cotswolds.
En 1871, Barnard est chargé par Chapman & Hall d'illustrer neuf volumes de l'édition domestique de l'œuvre de Dickens. Il comprend Bleak House, A Tale of Two Cities, Sketches by Boz, Nicholas Nickleby, Barnaby Rudge, Dombey and Son et Martin Chuzzlewit. Il suit les traces de l'illustrateur respecté Hablot Knight Browne qui a lui-même travaillé avec Dickens. Barnard a créé quelque 450 illustrations sur une période de huit ans, et est devenu connu comme "le Charles Dickens parmi les artistes en noir et blanc". [réf. nécessaire]

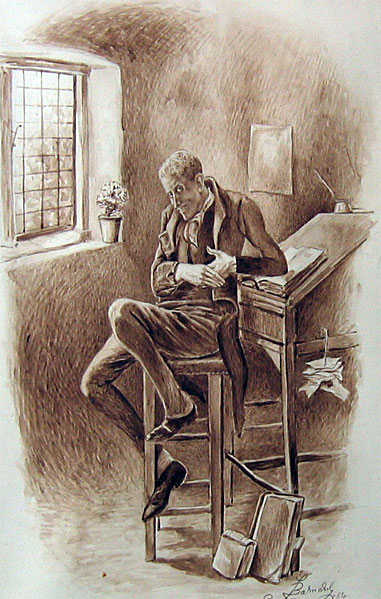
Uriah Heep, par Fred Barnard

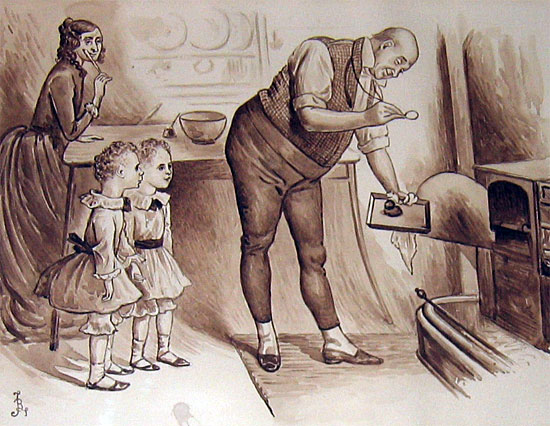
M. et Mme Micawber et les jumeaux, par Fred Barnard

Barnard se concentre sur l'illustration de scènes autres que celles que Browne et Dickens avaient choisi de représenter. Alors que Browne est enclin à créer des scènes de groupe dramatiques pour ses gravures, Barnard est plus intéressé à montrer les relations entre des paires de personnages. En même temps, Barnard doit aussi mélanger les personnages visualisés par Browne avec son propre style, en essayant de ne pas trop s'écarter de leur apparence habituelle.
À la fin du XIXe siècle, Barnard acquiert également une réputation de portraitiste auprès de l'aristocratie et de la famille royale.[réf. nécessaire]
Après la mort de son fils Geoffrey en 1891, Barnard connaît un déclin. Sa relation avec Alice en souffre, il tombe dans une profonde dépression qu'il essaye d'éviter en prenant du laudanum. Le 27 septembre 1896, Barnard meurt à Wimbledon après que sa literie ait pris feu à cause de la pipe qu'il fumait alors qu'il était sous l'influence d'une drogue, probablement le laudanum. La cause de sa mort est la suffocation, bien que son corps ait également été gravement brûlé.

## Famille
Barnard épouse Alice Faraday (1847-1924) sur l'île de Wight le 11 août 1870. Ils ont trois enfants : Geoffrey (1872–1891), Dorothy ou «Dolly» (1878–1949) et Polly (1882-?). Geoffrey est lui-même un artiste qui travaille aux côtés de son père jusqu'à sa mort le 18 décembre 1891 à Evesham d'une maladie cardiaque congénitale.
La peintre Elinor M. Barnard (1872-1942) est la nièce de Barnard
John Singer Sargent devient très proche de la famille Barnard au moment de la mort de Frederick. Les filles de Barnard, Dorothy et Polly servent de modèles pour la peinture de Sargent Carnation, Lily, Lily, Rose. Plus tard, il emmène les filles Barnard lors de ses voyages de peinture dans le sud de l'Europe. Dans le testament de Sargent, rédigé en 1918, il laissé 5000 £ à Alice Barnard.

## Galerie

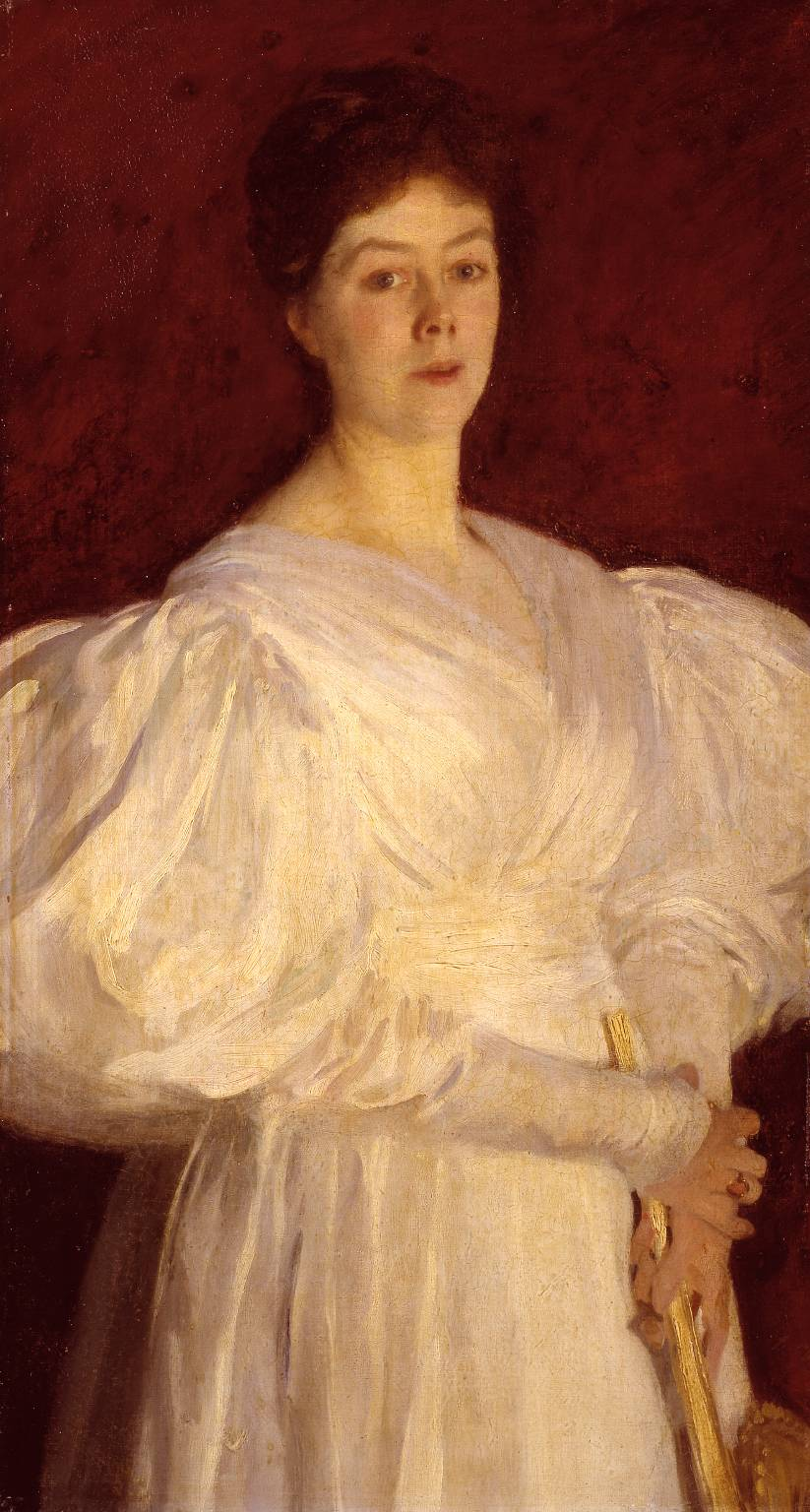
Alice Faraday, épouse de Fred Barnard, par John Singer Sargent
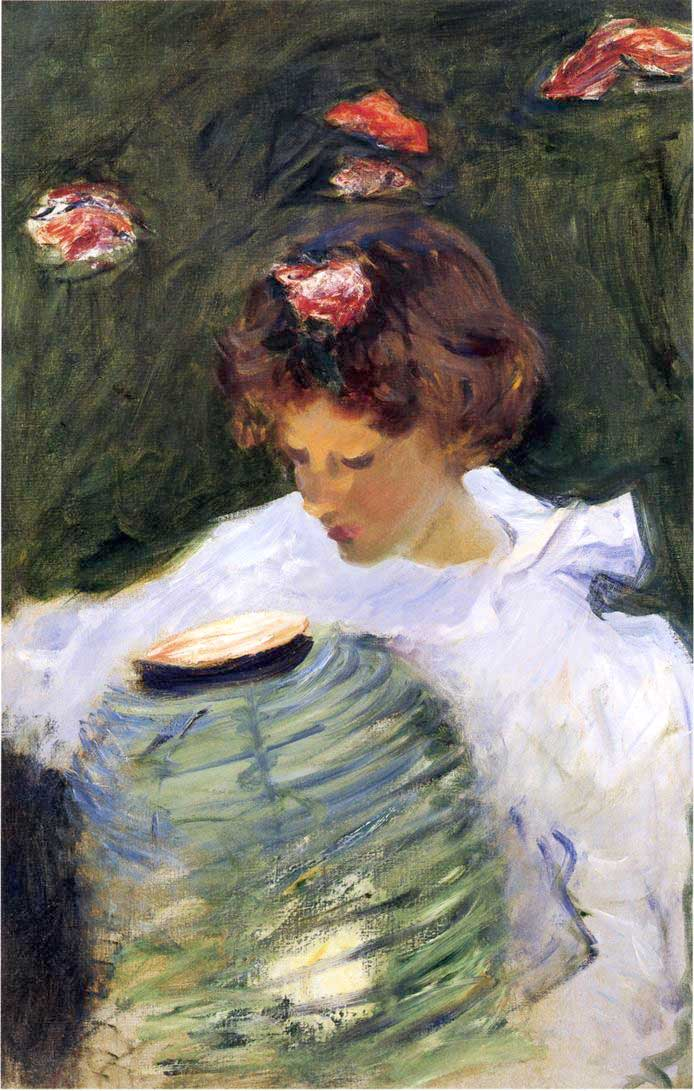
Dorothy Barnard, John Singer Sargent, 1885
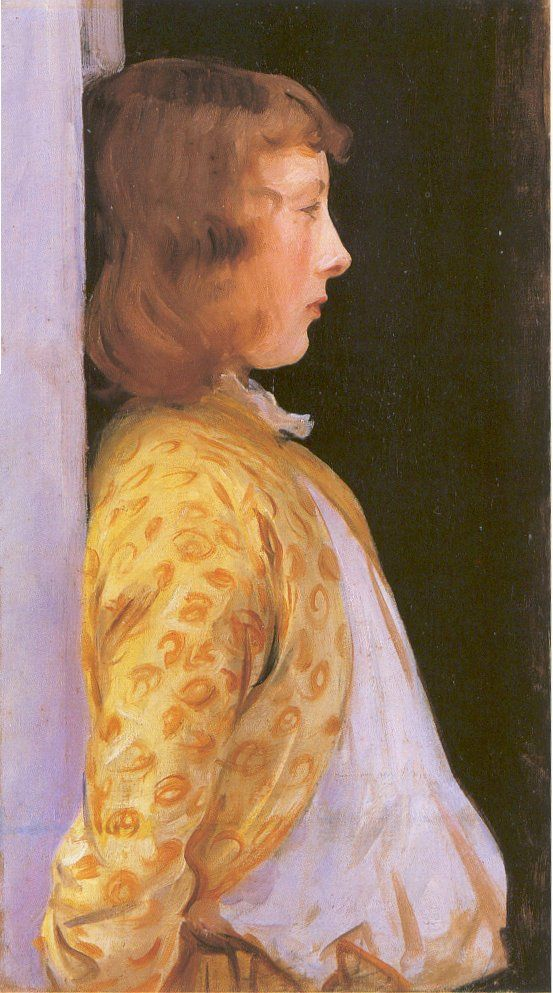
Dorothy Barnard, John Singer Sargent, 1889
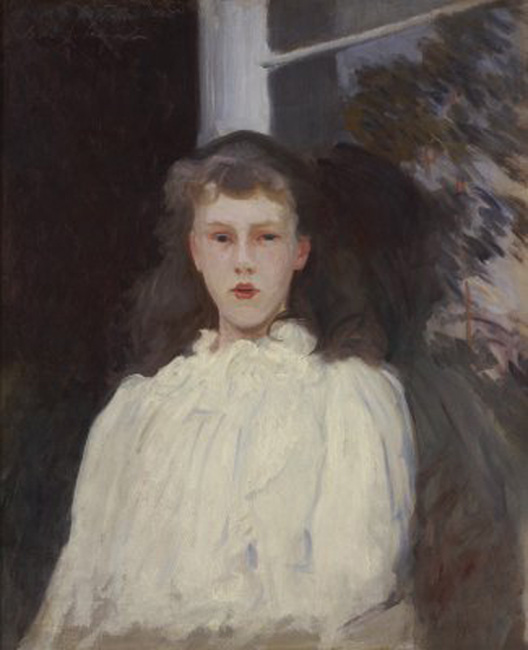
Polly Barnard, fille en mousseline blanche, John Singer Sargent, 1889